# Neoblattella adusta
Neoblattella adusta är en kackerlacksart som först beskrevs av Andrew Nelson Caudell 1905.  Neoblattella adusta ingår i släktet Neoblattella och familjen småkackerlackor.
Artens utbredningsområde är Puerto Rico. Inga underarter finns listade i Catalogue of Life.